# Громадянський вибір (партія)
Громадянський вибір (італ. Scelta Civica) — колишня італійська центристська ліберальна політична партія, створена 2013 року Маріо Монті та розпущена 2019 року.